# Slovak Airlines
Slovak Airlines (Slovenske Aerolinie) (IATA: 6Q, ICAO: SLL) fue una aerolínea con su sede central en Bratislava, Eslovaquia. Fue la aerolínea nacional de Eslovaquia que operaba servicios regulares a Moscú, Bruselas y vuelos chárter internacionales a Rusia, España, Chipre, Turquía, Grecia, Bulgaria, Túnez e Italia. La compañía también realizaba operaciones de alquiler de aeronaves. Su base de operaciones fue el Aeropuerto Milan Rastislav Štefánik de Bratislava.
La aerolínea cesó sus operaciones de transporte aéreo regular en febrero de 2007. Actualmente se encuentra en proceso de liquidación.

## Historia
La aerolínea fue establecida el 24 de junio de 1995 e inició operaciones en mayo de 1998. Fue fundada por Viliam Veteska y un grupo de inversores privados. En enero de 2005 Austrian Airlines adquirió la mayor parte de las acciones de la compañía (62%). Slovak Airlines cesó sus operaciones luego de que Austrian Airlines retomara la posesión de dos aeronaves, tras haber retirado su apoyo financiero en enero de 2007. La compañía inició su liquidación el 2 de marzo de 2007.

## Destinos
La aerolínea realizaba vuelos regulares desde Bratislava a Bruselas (7 semanales, en código compartido con Austrian Airlines, operados con aeronaves Fokker 100) y Moscú-Sheremetyevo (4 semanaeles, en código compartido con Aeroflot, operados con aeronaves Fokker 100).
Durante el 2006 la aerolínea operaba los siguientes vuelos chárter desde Bratislava (con un Boeing 737-300):
- Bulgaria: Burgas
- Chipre: Lárnaca
- Egipto: Hurghada, Sharm el-Sheij
- España: Palma de Mallorca
- Grecia: Heraklion, Corfú, Karpathos, Kos, La Canea, Rodas, Tesalónica
- Jordania: Aqaba
- Montenegro: Tivat
- Túnez: Monastir
- Turquía: Antalya, Dalaman

Y desde Košice (con un Boeing 737-300):
- Bulgaria: Burgas
- Egipto: Hurghada
- Grecia: Heraklion, Corfú, Kos, La Canea, Rodas, Tesalónica
- Montenegro: Tivat
- Turquía: Antalya

La aerolínea también voló para las agencias de turismo italianas, con un vuelo semanal Brescia - Rodas con una aeronave Boeing 737-300. Los más pequeños Fokker 100 de 100 asientos fueron utilizados en los siguientes vuelos chárter para las agencias de turismo griegas: Bratislava-Tesalónia, Tesalónica-La Canea, Kos, Quíos, Rodas, Samos y Santorini. Durante el invierno 2006/2007 la aeronave con registración OM-AAE tuvo su base en Trípoli (noviembre-enero) para operar vuelos para Libyan Arab Airlines.

## Flota

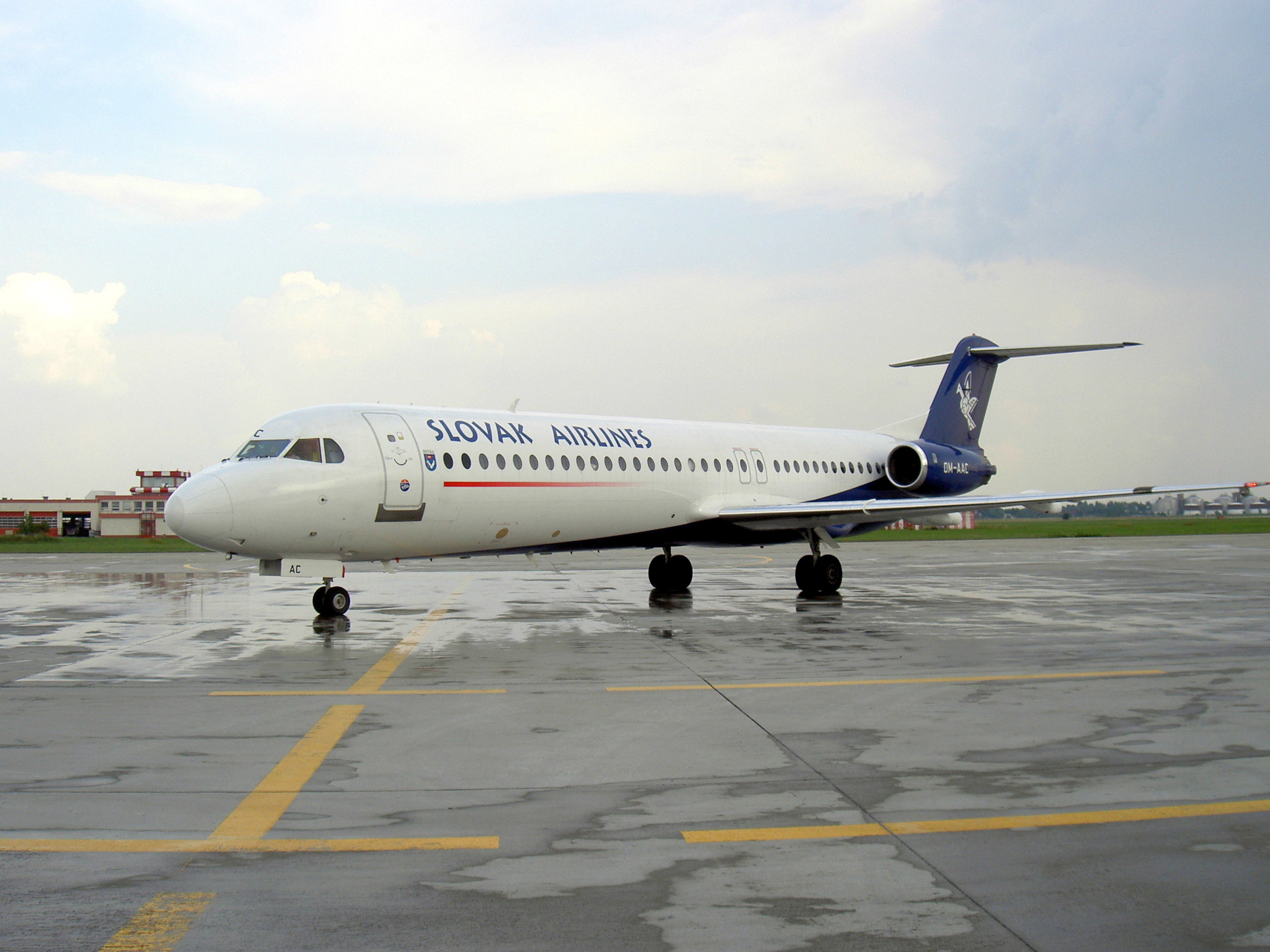
Fokker 100 (OM-AAC) de Slovak Airlines.

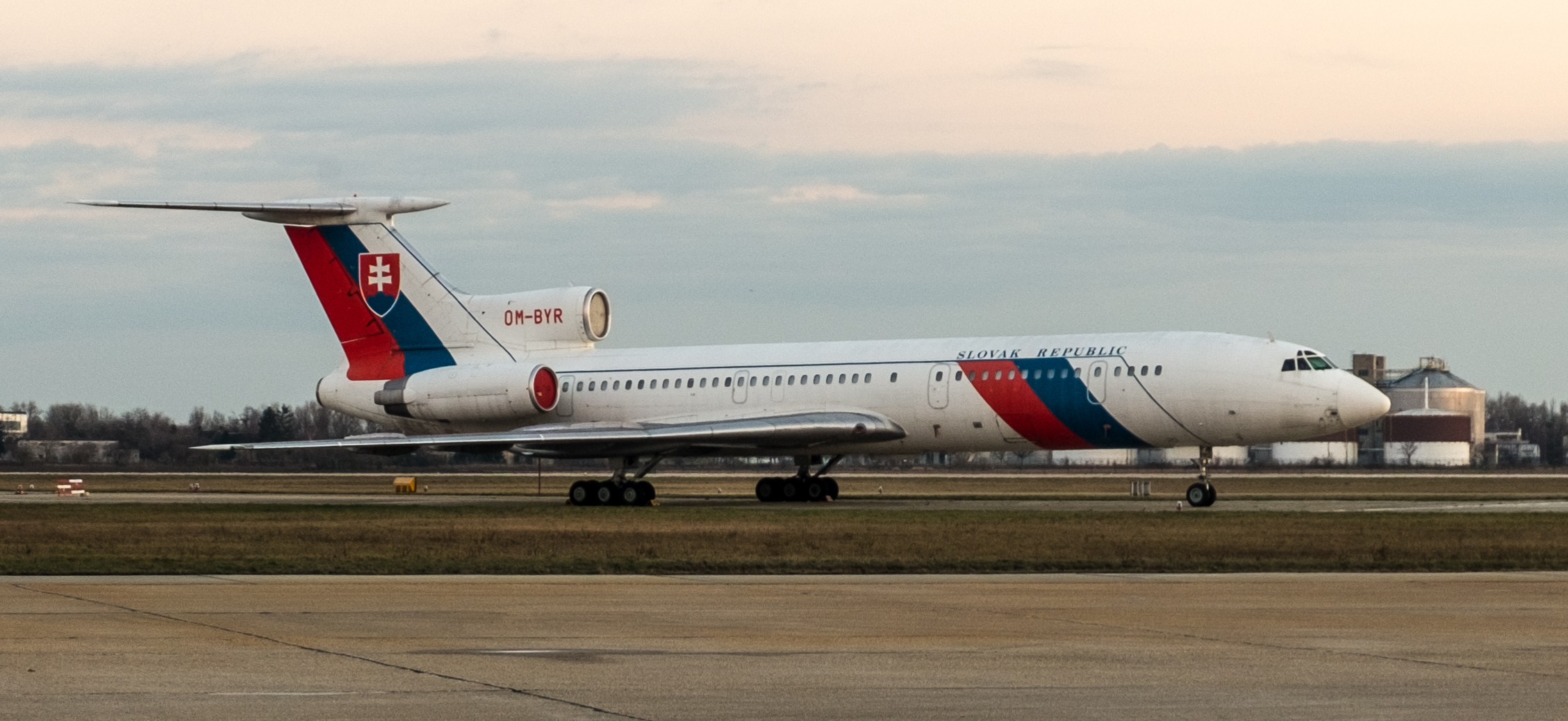
Tu-154 OM-BYR 2015, Bratislava

A enero de 2007, la flota de Slovak Airlines incluía:
- Boeing 737-300, registro OM-AAD, nombre: Košice (ex N509DC, ex EC-EHJ). Parte de la flota de Slovak Airlines desde el 29 de agosto de 2002.
- Boeing 737-300, registro OM-AAE (ex OE-ILF de Lauda Air, en alquiler). Parte de la flota de Slovak Airlines desde el 25 de mayo de 2005.
- Fokker 100, registro OM-AAC, nombre: Nitra, alquilado por Austrian Airlines (ex N1451N, ex HB-JVA de Helvetic). Parte de la flota de Slovak Airlines desde el 13 de junio de 2005.

Todas las aeronaves tienen nuevos dueños, tras la quiebra de Slovak Airlines.
Aeronaves utilizadas previamente
- 3 Tupolev Tu-154M, registro OM-AAA (nombre: Púchov), registro OM-AAB (nombre: Gerlach) y registro OM-AAC (nombre: Detva)), alquilados por el Gobierno de Eslovaquia.
- 1 Saab 340B, registro OM-BAA alquilado por Air Ostrava.
- 1 Boeing 767-200, registro OM-NSH, utilizado para operar vuelos entre el Reino Unido y la India.
- 1 Boeing 737-300, registro OM-AAA, ahora de Norwegian (registro LN-KKR).
- 1 Fokker 100, registro OE-LVG, alquilado por Austrian Airlines por un período corto entre febrero y junio de 2005.